# Ngô Văn Đức
Ngô Văn Đức (tên thường gọi Ngô Đức, sinh ngày 8 tháng 10 năm 1955) là thẩm phán người Việt Nam. Ông từng là Chánh án Tòa án nhân dân tỉnh Quảng Ninh (2010-2015). Ông là đảng viên Đảng Cộng sản Việt Nam.

## Tiểu sử
Ngô Văn Đức, tên thường gọi Ngô Đức sinh ngày 8 tháng 10 năm 1955, người dân tộc Kinh, quê quán tại xã Hoàng Quế, huyện Đông Triều, tỉnh Quảng Ninh.
Ông có bằng Cử nhân Luật.
Từ năm 2010, ông là Chánh án Tòa án nhân dân tỉnh Quảng Ninh, Tỉnh ủy viên, Bí thư Ban cán sự Đảng Cộng sản Việt Nam Tòa án nhân dân tỉnh Quảng Ninh.
Ngày 10 tháng 12 năm 2015, Ngô Đức thôi giữ chức Chánh án Tòa án nhân dân tỉnh Quảng Ninh để nghỉ hưu, thay thế ông là ông Hoàng Văn Tiền (sinh năm 1966), Thẩm phán trung cấp, Phó Chánh án TAND tỉnh Quảng Ninh.